# Gardon d'Anduze
Pour les articles homonymes, voir Gardon.
Selon le SANDRE, le Gardon d'Anduze est une partie de la rivière française appelée le Gardon (ou Gard), entre Anduze et Ners (au confluent du Gardon d'Alès) : cette section du Gardon est intégralement située dans le département du Gard. 
Pour plus de détails sur les autres sections du Gardon, consulter le paragraphe dédié.

## Géographie

### Longueur, altitude
La longueur du Gardon d'Anduze est légèrement supérieure à 16 km. Sur cette distance il passe de 130 m à 92 m d'altitude environ. La pente moyenne est donc de 14 m pour 1 km, ce qui correspond à un profil de torrent.

### Zones concernées
Le Gardon d'Anduze, qui succède à la section dite « Gardon de Mialet », commence à la confluence (en rive droite) du Gardon de Saint-Jean, qui vient de Bassurels et qui coule dans la Vallée Borgne de Saint-André. Cette confluence se trouve au point de rencontre de quatre communes : Corbès à l'ouest, Anduze au sud, Générargues à l'est, tandis que le nord de la confluence est touché par la pointe nord-est de la commune de Thoiras.
Le Gardon d'Anduze se termine à la confluence (en rive gauche) du Gardon d'Alès, environ 2,7 km en aval de Ribaute-les-Tavernes. Au-delà, la cinquième et dernière section du Gardon ne porte pas de nom particulier.

### Affluents
Les affluents du Gardon sur la section Gardon d'Anduze sont :
- (rg) l'Amous.
- (rg) le ruisseau de Graviès[g 4],[n 1],[s 1].
  - (rd) ruisseau de Pallière[n 2],[n 1].
- (rg) ruisseau des Gypières[n 3]
- (rd) ruisseau de l'Ourne[s 2],[n 4].
  - ruisseau de Paleyrolle (4 km)[s 3]
    - Valat de Serre (1 km)[s 4]
    - ruisseau de Naville (1 km)[s 5]
- (rd) ruisseau de Peironnelle[n 4],[s 6].
- (rd) ruisseau de Lirou[g 6]
- (rg) ruisseau de Liqueyrol[g 7],[s 7].
- (rd) le Couloubry[s 8].
- (rd) l'Allarenque[s 9].
  - ruisseau de Gasferrier (3 km)[s 10].

La Salindrenque, venant de Soudorgues, est un affluent de rive droite du Gardon de Saint-Jean avec lequel elle conflue au « pont de Salindres » de la D907, juste avant que le Gardon de Saint-Jean ne quitte la commune de Thoiras.

## Communes traversées
Le Gardon d'Anduze traverse dix communes du département du Gard : Générargues, Anduze, Tornac, Massillargues-Attuech, Boisset-et-Gaujac, Lézan, Cardet, Massanes, Cassagnoles et Ribaute-les-Tavernes. Ces dix communes forment une surface de 10 205 ha, mais seulement une partie de cette surface est concernée par le périmètre déterminé du risque d'inondation.

## Crues (« gardonnades ») et PPRI
Le Gardon et ses affluents amont font partie de la région climatologique méditerranéenne, caractérisée par des pluies souvent relativement courtes mais diluviennes (intenses), épisodiques, très irrégulières, et connaissant un maximum important en automne (mi-septembre à octobre). Les densités moyennes sont de 50 mm/h et peuvent ponctuellement atteindre 100 mm/h. Les inondations catastrophiques de 1958 ont vu se déverser dans la Vallée Française plus du tiers des pluies annuelles. Les épisodes les plus problématiques viennent soit d'une grosse quantité de pluie soudaine (40 à 50 mm/h), soit de pluies moins importantes mais plus longues (12 à 15 mm/h pendant 10 à 15 h) tombant sur un sol trop sec pour les absorber suffisamment rapidement. De tels épisodes, suivis de grosses crues, sont appelées « gardonnades ».
Les crues les plus remarquables sont celles du 9 septembre 2002, 28 octobre 2015 ou encore le 19 septembre 2020.
Les crues dévastatrices du Gardon d'Anduze ont justifié la création d'un plan de prévention des risques naturels (PPRn) approuvé le 27 avril 1995.